# Тухоля
Тухоля (пол. Tuchola), Тухель (нем. Tuchel) — город в Польше, входит в Куявско-Поморское воеводство, Тухольский повят. Имеет статус городско-сельской гмины. Занимает площадь 17,68 км². Население — 13 500 человек (на 2004 год).

## История
Первое упоминание 9 октября 1287 года, при освящении церкви Гнезненским архиепископом Якубом Свинкой.
Документально подтвержденный статус города с 22 июля 1346 года. Уставная грамота на кульмском праве выдана Великим магистром Тевтонского ордена Генрихом Дуземером.
В 1330 замок Тевтонского ордена в Тухоле стал резиденцией комтура, управлявшего значительной территорией.
Кампания 1410 года завершилась битвой в Тухоле. После разгрома орденских сил под Грюнвальдом город и замок сдались полякам без боя. Однако подошедшее из Бранденбургского Ноймарка подкрепление под командованием Михаэля Кюхмайстера вернуло город в сентябре 1410 года и осадило в замке польский гарнизон. Несмотря на поражение в битве под Короновым 10 октября 1410 года, тевтонским рыцарям удалось обманом захватить замок. 5 ноября 1410 года подошедшее с юга польское войско атаковало орденское войско и рассеяло его. По сообщению Длугоша, больше тевтонских рыцарей утонуло в озере и болотах, чем пало от польских мечей.
По второму Торуньскому миру 1466 года Тухоля вошла в состав польской Королевской Пруссии и стала центром третьего по величине повята Поморского воеводства. Повят образован из бывшего комтурства и был владением короля. В XV—XVI веках город переживает период расцвета.
Упадок начинается со «Шведского потопа». В 1655 году шведы заняли город без боя, и так же, без боя, покинули его осенью 1656 года. Но за период 1656—59 годов город отразил 5 шведских нападений, нанесших значительный ущерб окрестностям. Помимо того, в 1657 году Тухолю опустошила чума, а в 1685 году разрушение довершил крупный пожар. Лишь к середине XVIII века Тухоля восстановилась.
По первому разделу Речи Посполитой Тухоля в 1772 году отошла к Пруссии. Повят был присоединен к Хойницкому району. Тухель был на тот момент одним из самых маленьких городов Поморья.
17 мая 1781 года Ян Филип Фойгт поджег прицерковную постройку, пытаясь украсть хранившиеся там ценности. Сгорела готическая церковь Святого Варфоломея, ратуша и большая часть зданий города.
Восстановившись после пожара, город вошел в фазу быстрого развития. Тухоля стала важным центром ткацкого ремесла. В период наполеоновских войн здесь квартировали французские, прусские, русские и польские войска.